# Molson Lake
Molson Lake är en sjö i Kanada.   Den ligger i provinsen Manitoba, i den sydöstra delen av landet, 1 800 km nordväst om huvudstaden Ottawa. Molson Lake ligger 217 meter över havet. Arean är 400 kvadratkilometer. Den sträcker sig 17,1 kilometer i nord-sydlig riktning, och 44,5 kilometer i öst-västlig riktning.
Trakten runt Molson Lake är nära nog obefolkad, med mindre än två invånare per kvadratkilometer.